# Platz der Einheit (Potsdam)

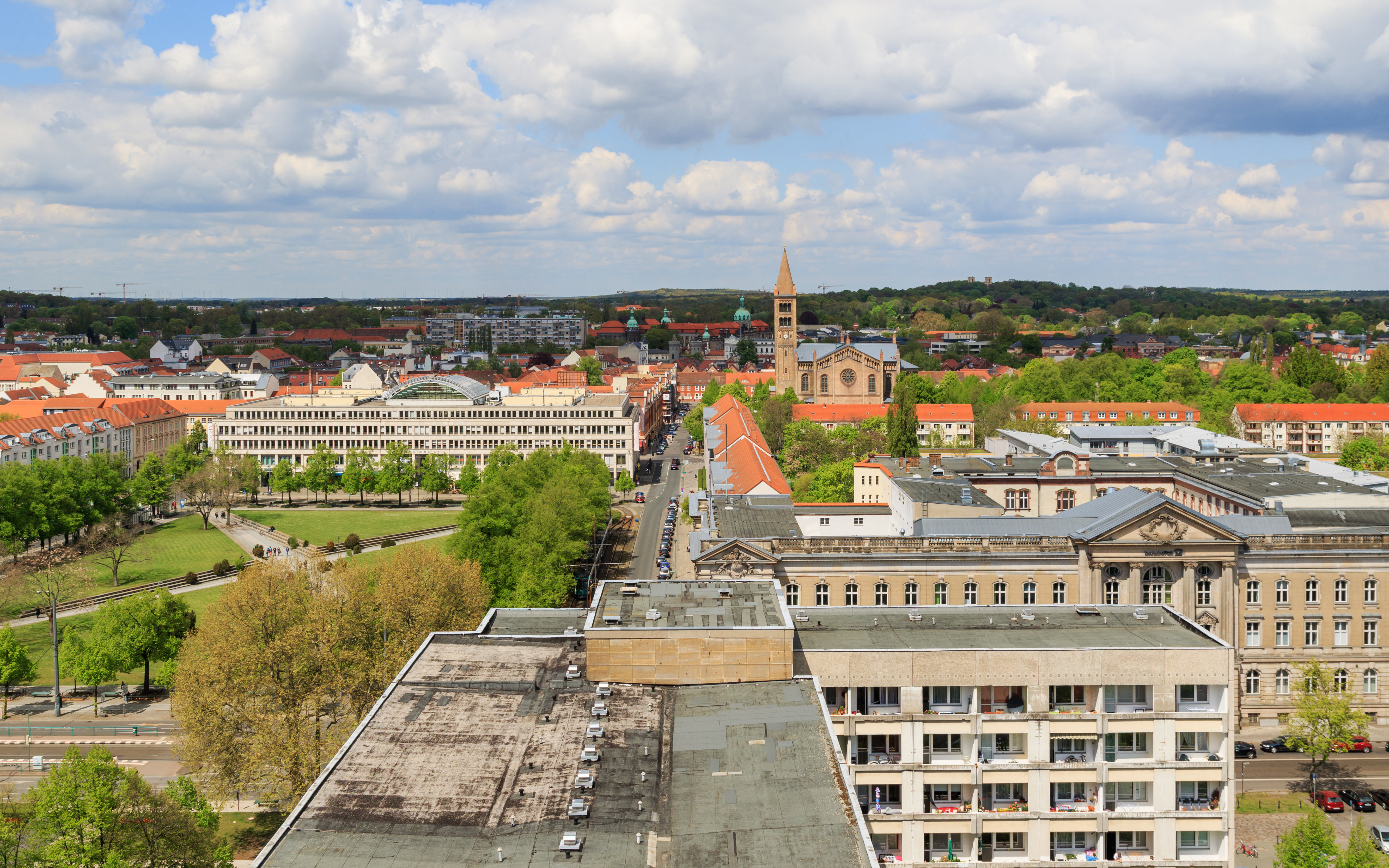
Blick von der Nikolaikirche auf den Platz der Einheit und die Potsdamer Innenstadt

Der Platz der Einheit (bis 1946 Wilhelmplatz) ist neben dem Bassinplatz und der Plantage einer der ältesten Plätze in Potsdam. Angelegt unter dem Soldatenkönig Friedrich Wilhelm I., wird der Platz begrenzt von der Wilhelmgalerie im Norden, Wohngebäuden im Osten, der Straße Am Kanal im Süden und der Friedrich-Ebert-Straße im Westen. Er ist ein wichtiger Knotenpunkt des öffentlichen Nahverkehrs.
Auf dem Platz befand sich bis 1950 ein Standbild Friedrich Wilhelms III. Im Nordosten liegt der Bassinplatz mit der Peter-und-Paul-Kirche und der Französischen Kirche, im Südosten der Alte Markt mit der Nikolaikirche und dem Stadtschloss. Sein heutiger Name bezieht sich auf die Zwangsvereinigung von SPD und KPD zur SED, weshalb immer wieder über eine Umbenennung diskutiert wird.

## Geschichte
Der heutige Platz der Einheit ist einer der ältesten Plätze der Stadt. Ursprünglich befand sich eine große Wasserfläche an der Stelle des heutigen Platzes, genannt der Faule See. Im Verlauf der ersten Stadterweiterung durch den Soldatenkönig Friedrich Wilhelm I. wurde dieser See ab 1724 zugeschüttet und schrittweise mit Bürgerhäusern umbaut. Die Urbarmachung des Platzes war damit auch ein Kampf gegen die Natur, der morastige Untergrund verhinderte damals eine weitergehende Bebauung des Platzes.
Ab 1831 musste das Terrain erneut aufgeschüttet werden, der Gartenbaumeister Peter Joseph Lenné gestaltete den Platz neu. Nach König Friedrich Wilhelm II. wurde er schließlich Wilhelmplatz benannt. 1845 wurde dann in der Mitte des Platzes ein Bronzestandbild König Friedrich Wilhelms III., geschaffen von dem Berliner Bildhauer und Rauch-Schüler August Kiß, feierlich enthüllt. 1862 erfolgte die neuerliche Überarbeitung durch Lenné zum Wilhelmplatz, wobei zwei Baumreihen und diagonale Wege hinzugefügt wurden. Während des Zweiten Weltkriegs wurden große Teile der Randbebauung zerstört, darunter das palastartige Bauwerk an der Nordseite sowie zuvor schon die Synagoge. Im Anschluss wurde der Platz landwirtschaftlich genutzt. 
Im März 1946 benannte der Potsdamer Magistrat unter Bezugnahme auf die Zwangsvereinigung von SPD und KPD zur SED den Wilhelmplatz in Platz der Einheit um. Seit der Wende wird deshalb immer wieder über eine Umbenennung des Platzes diskutiert. Das Bronzestandbild Friedrich Wilhelms III. wurde während des kommunistischen Bildersturms 1950 eingeschmolzen. In den Jahren 1929 und 1979 mussten jeweils Absenkungen ausgeglichen werden. Anlässlich der BUGA 2001 wurde der Platz umgestaltet und wieder stärker an das Lennésche Original angelehnt. Am Platz kreuzen sich alle Straßenbahnlinien der Stadt.

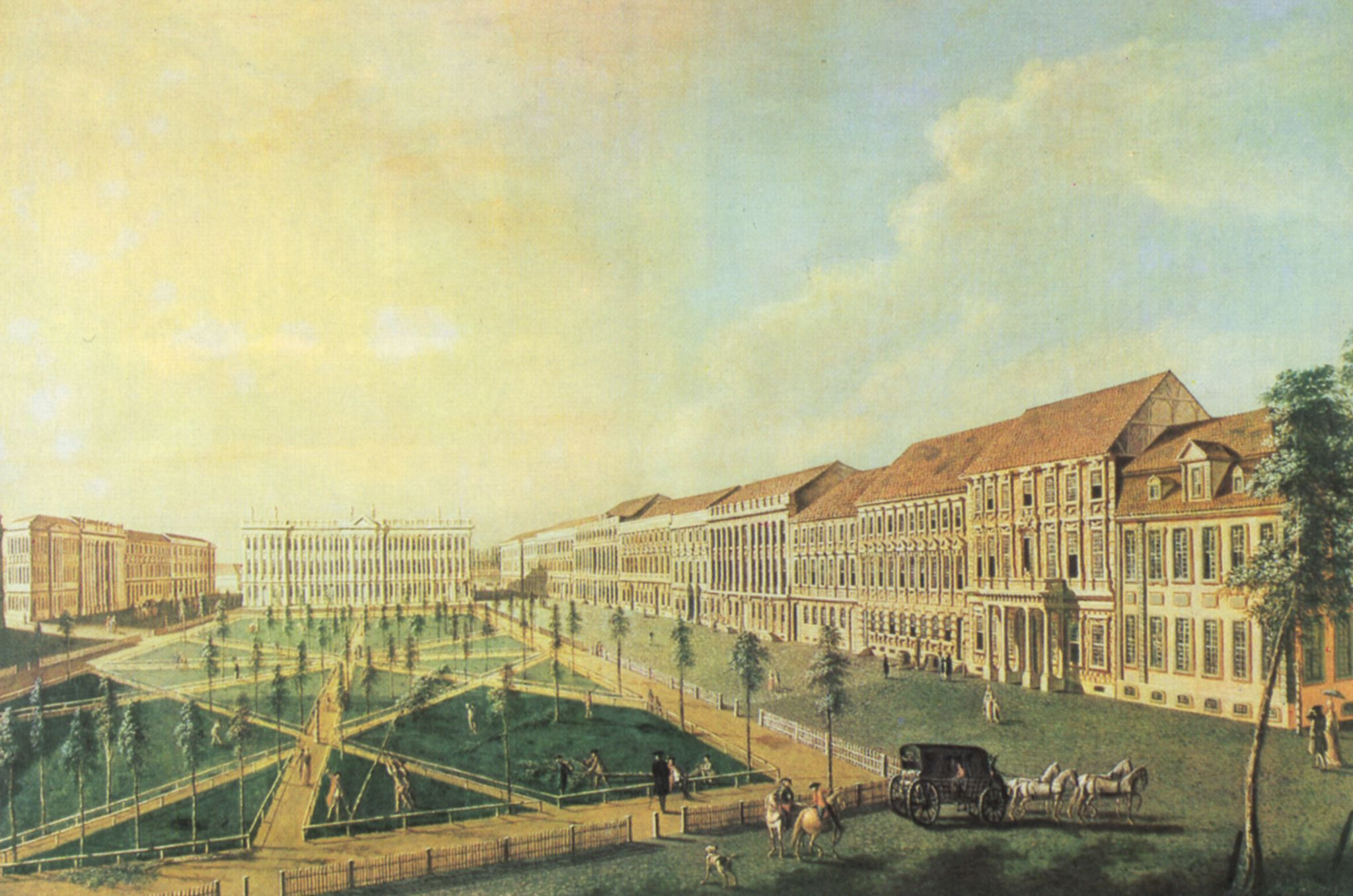
Wilhelmplatz 1776, Blick in Richtung Norden
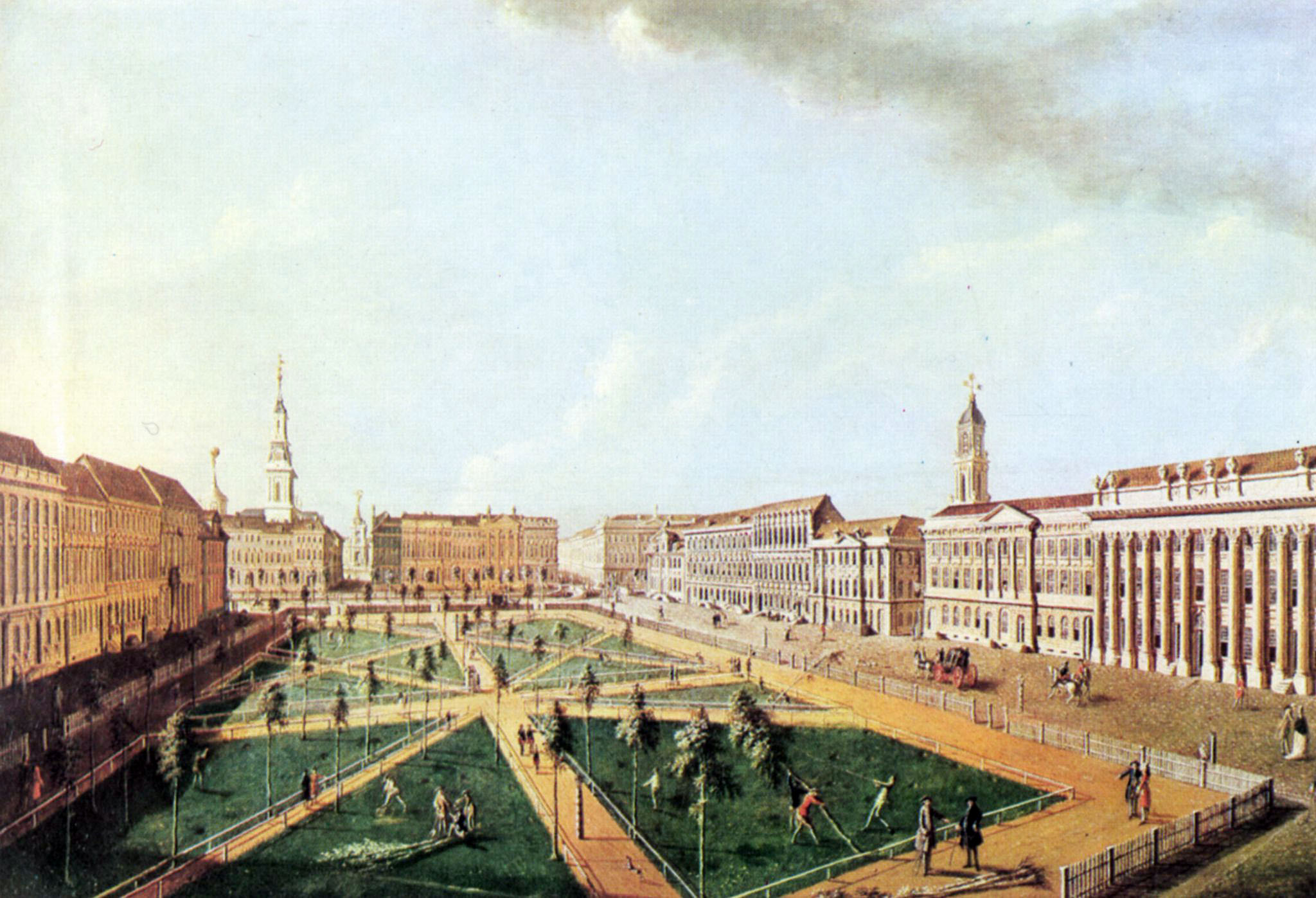
Wilhelmplatz 1776, Blick nach Süden
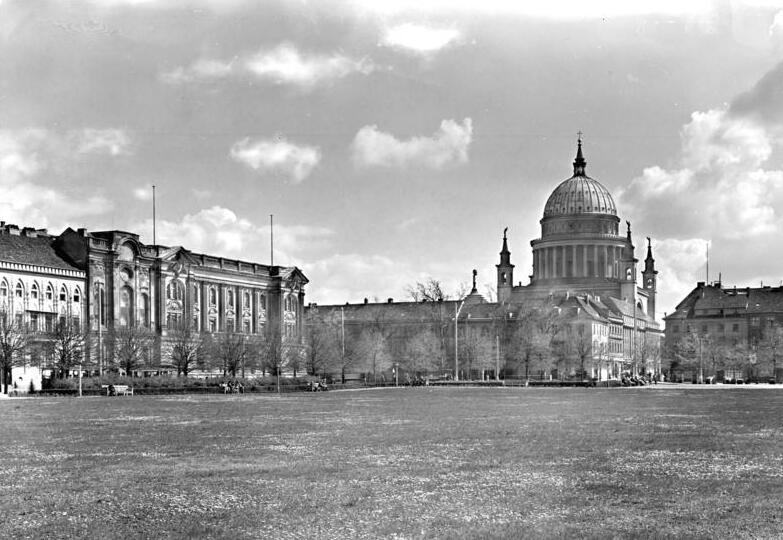
Vor 1945, Blick in Richtung Südosten
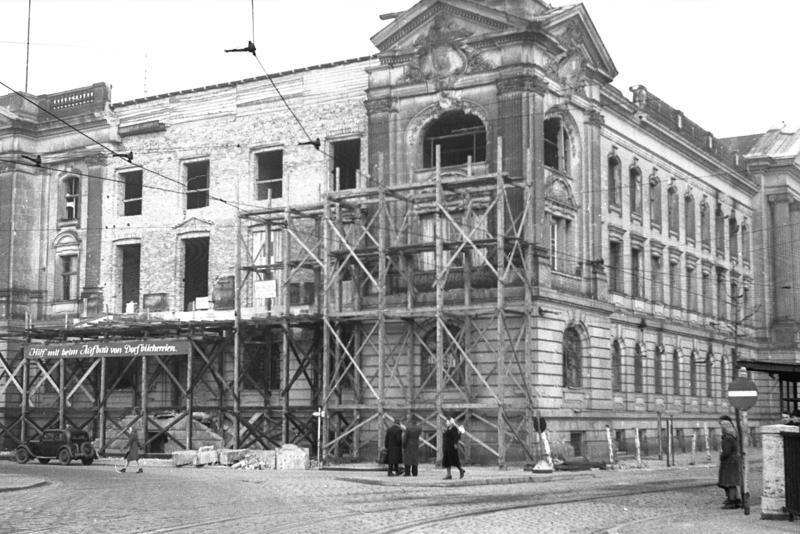
Aufbau der kriegsbeschädigten Hauptpost 1949
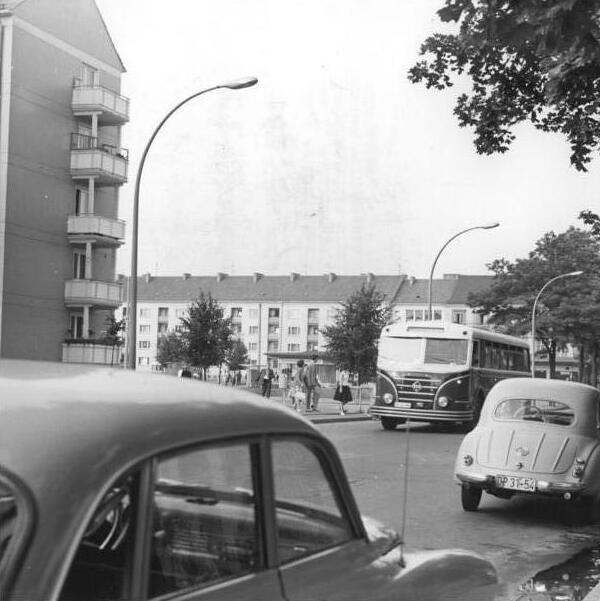
1962, Blick auf den noch unbebauten Nordteil
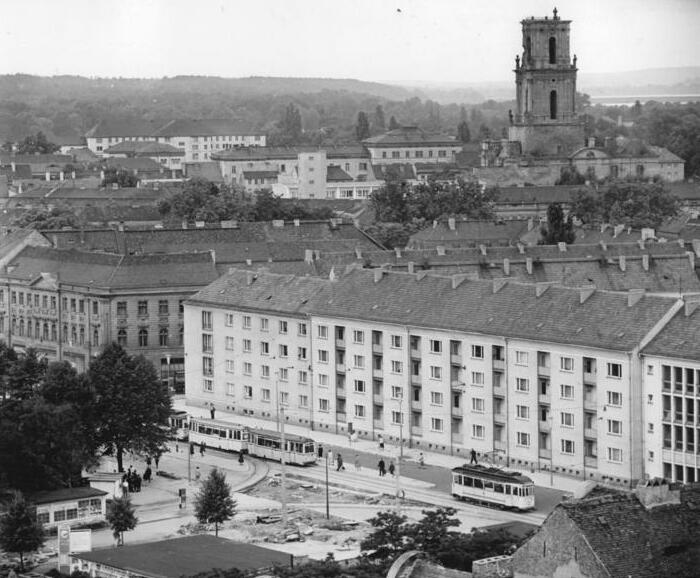
Neubauten auf der Westseite 1963, im Hintergrund die Garnisonkirche

## Beschreibung
Der Platz der Einheit ist ein großflächiger, rechteckiger Platz mit ungefähr 250 mal 150 Metern Grundfläche. Seine Gestaltung verbindet klassische und moderne Architektur mit großen Rasenflächen und Baumreihen. Das markanteste Merkmal ist das X-förmige Wegekreuz, das mitten durch das Rasenrechteck verläuft. In der Dunkelheit werden die Treppen bläulich angestrahlt. Von der historischen Randbebauung blieben das zwischen 1879 und 1900 errichtete neobarocke Postgebäude und die Häuser zur Westseite erhalten. 
An der Südostseite des Platzes befindet sich das 1975 errichtete Mahnmal für die antifaschistischen Widerstandskämpfer. Ein weiteres Denkmal für die unbekannten Deserteure wurde 1990 im südwestlichen Bereich aufgestellt. Die Südseite des Platzes wird vom Hauptgebäude der Stadt- und Landesbibliothek Potsdam dominiert. Dabei handelt es sich um ein modern gestaltetes Gebäude aus den 1960er Jahren, das 2013 umfassend saniert und umgestaltet wurde. Die gesamte Nordseite nimmt heute die Wilhelmgalerie aus den frühen 1990er-Jahren ein. Das Gebäude mit seinem glasüberdachten Innenhof wird von Geschäften, Lokalen und für Ausstellungen genutzt. Seine Gestaltung wird teils als zu schlicht kritisiert. Die Westseite wird durch klassizistische Wohngebäude gebildet, an der Ostseite befinden sich moderne Wohngebäude und das Postgebäude.

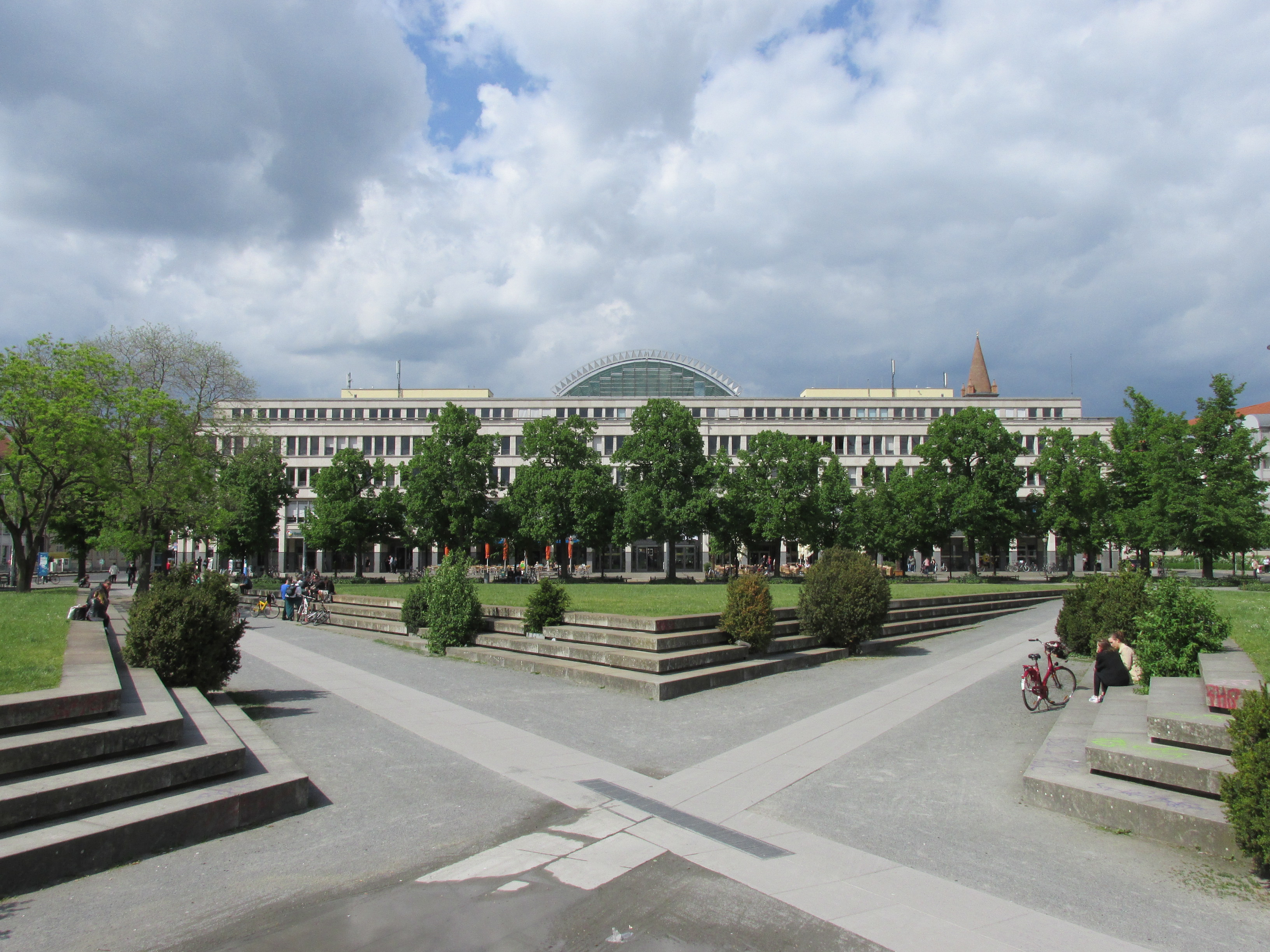
Blick nach Norden mit Wilhelmgalerie
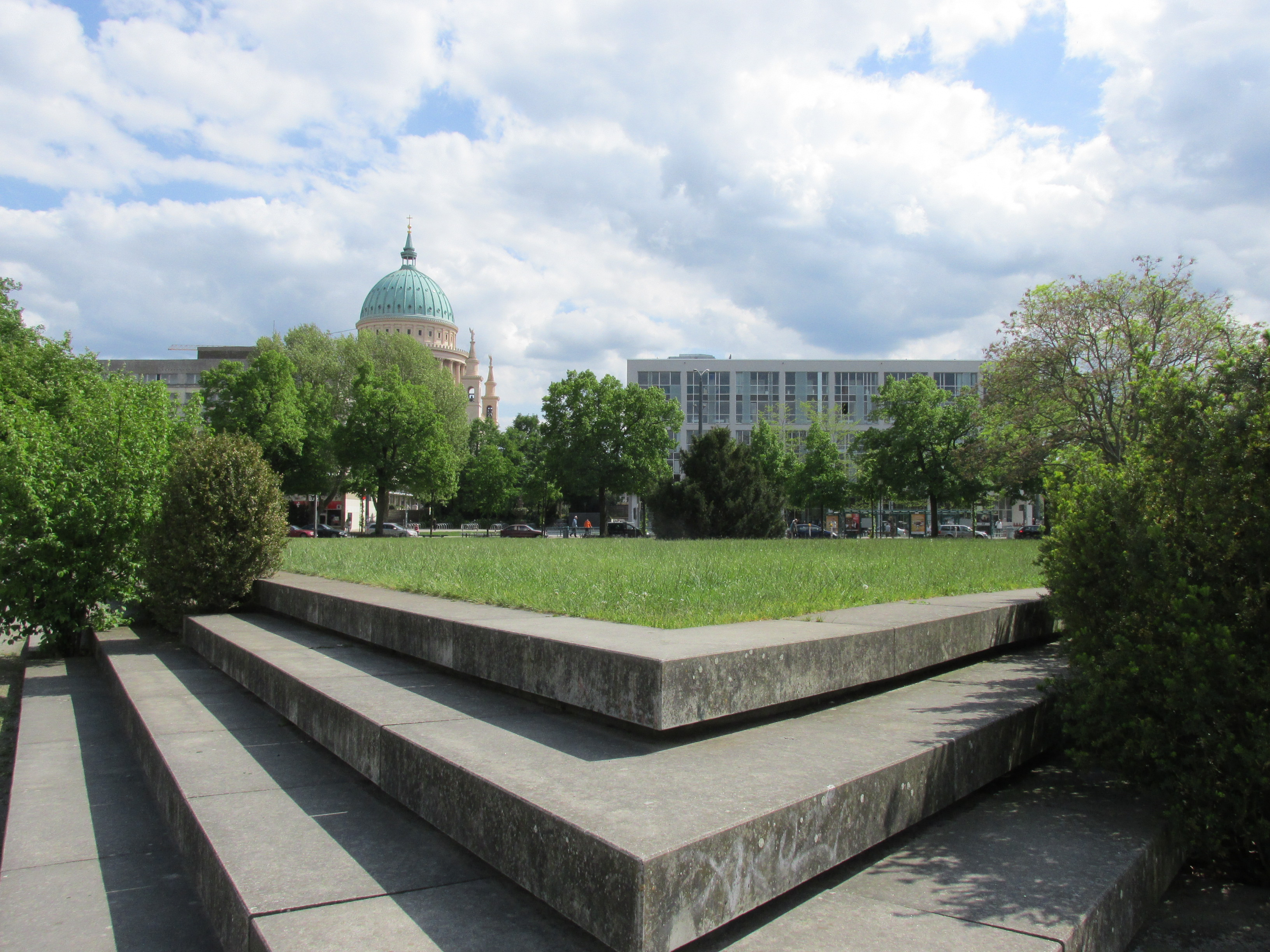
Blick nach Süden
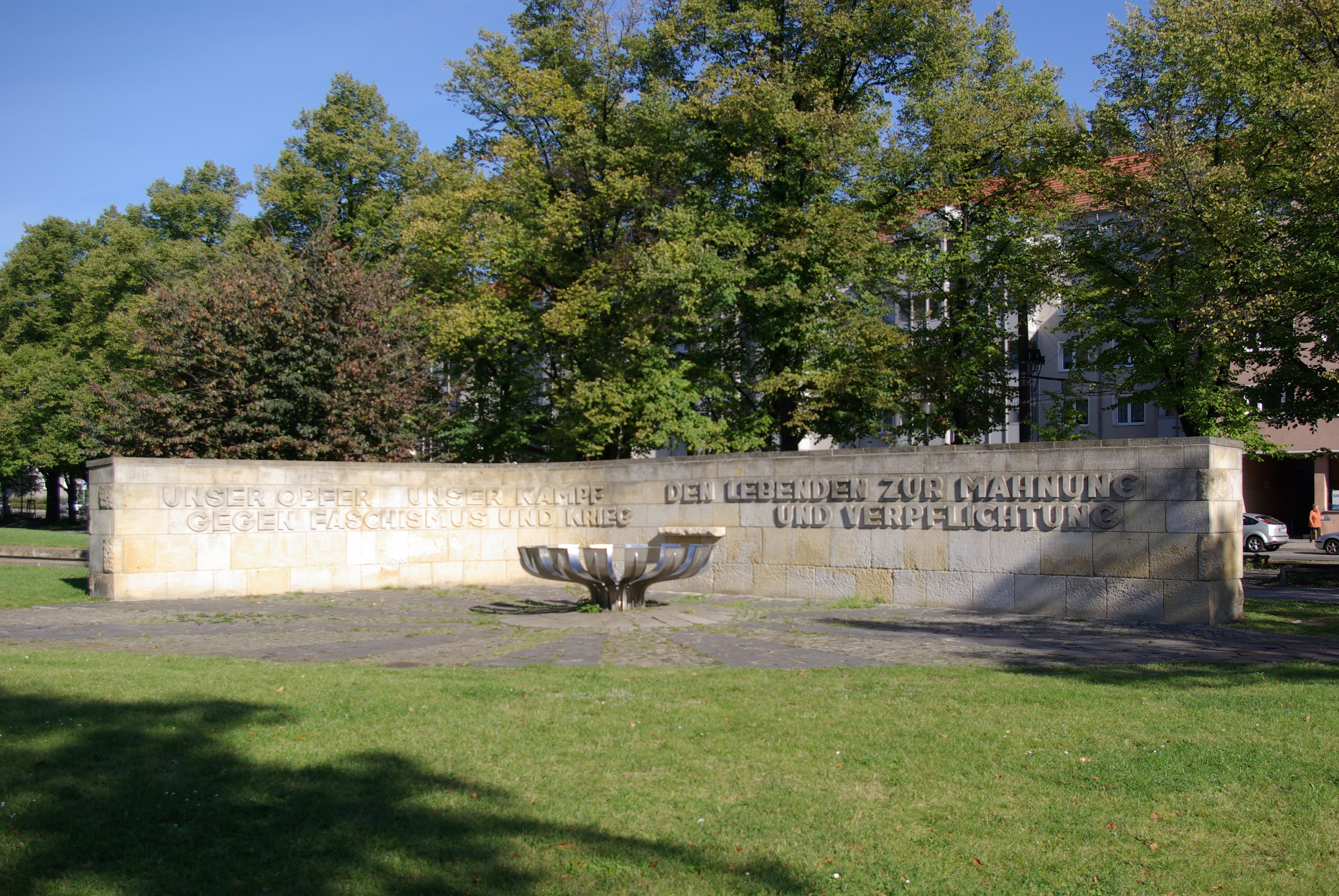
Mahnmal für die Opfer des Faschismus
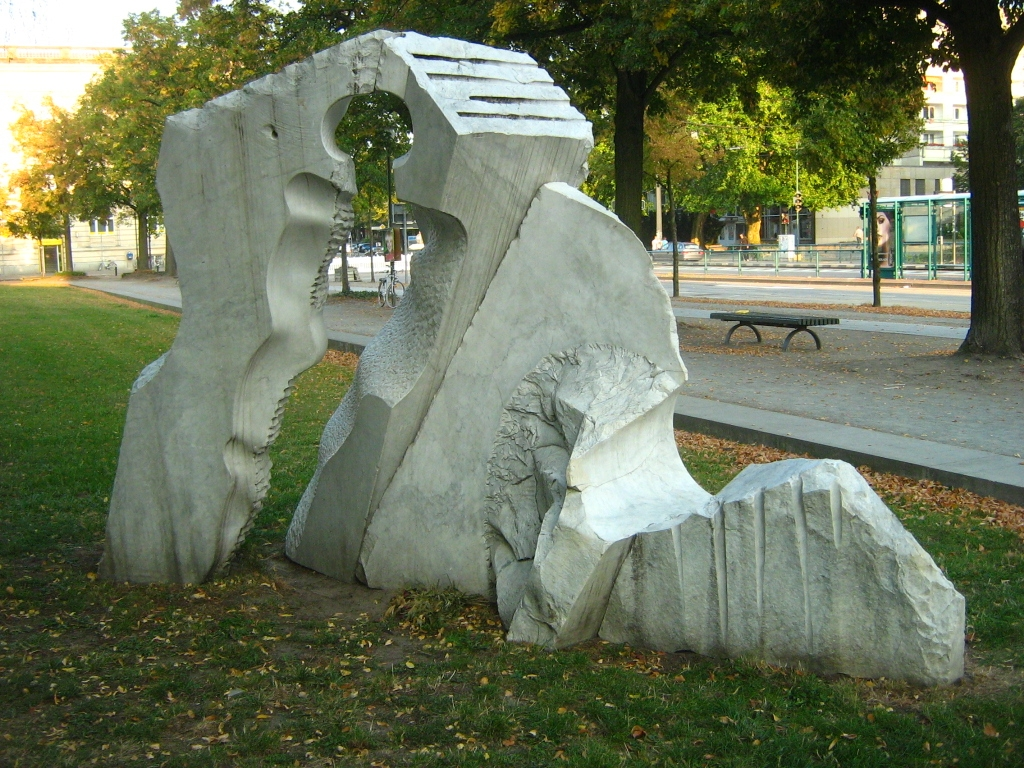
Deserteurdenkmal
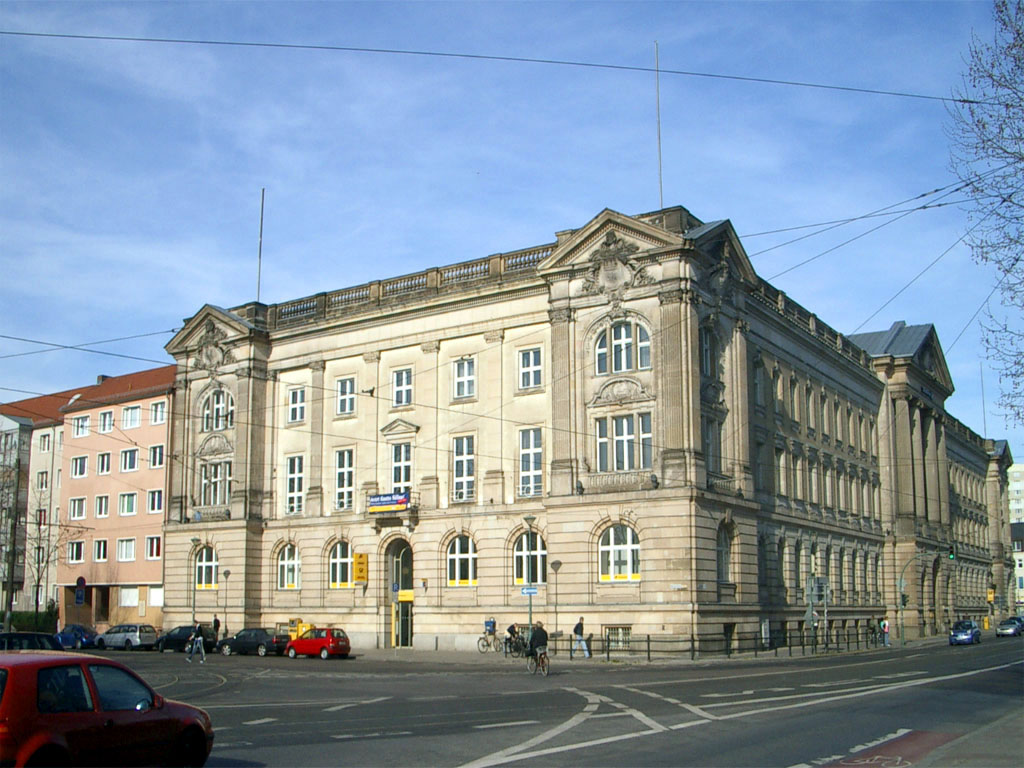
Postgebäude an der Südostecke des Platzes
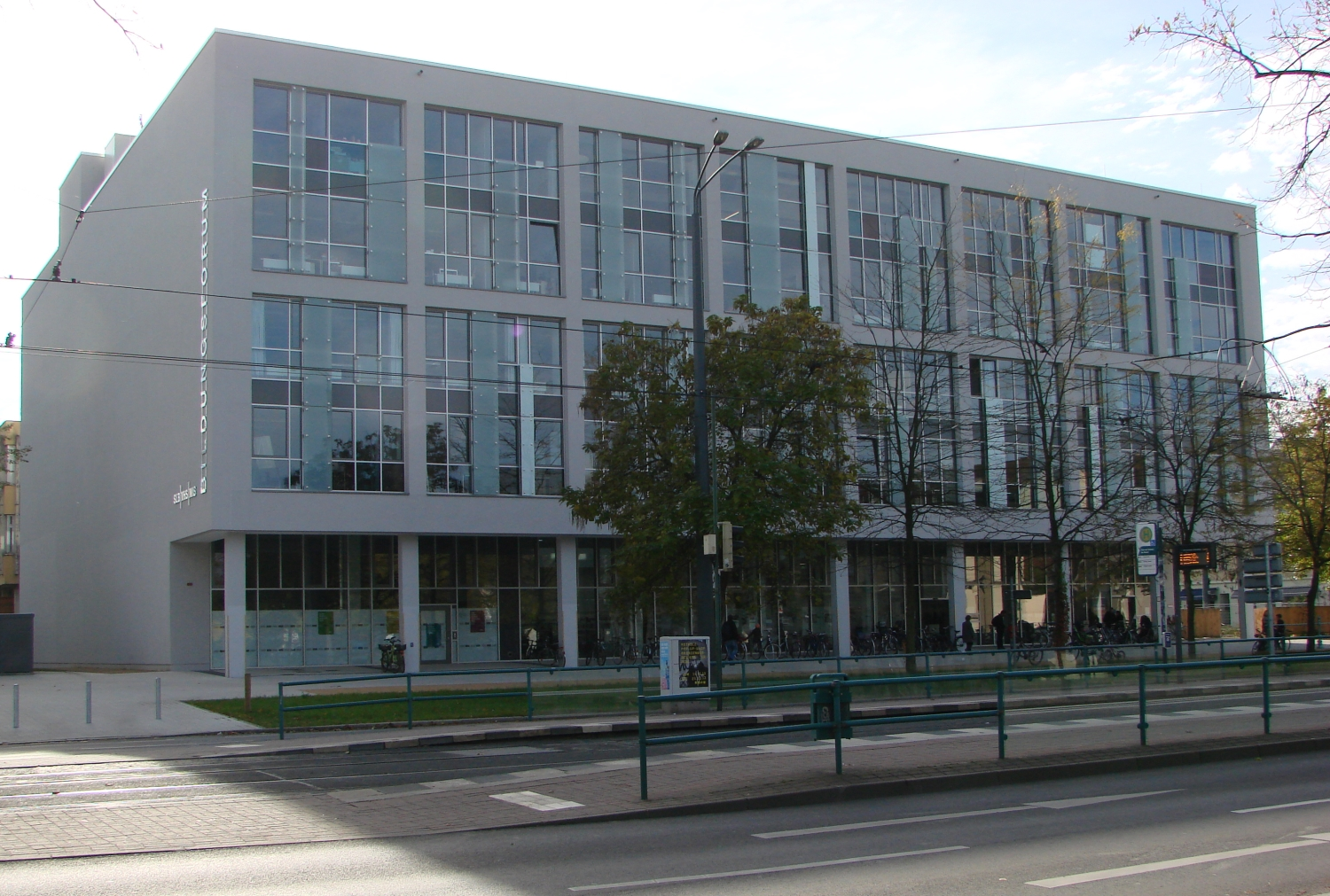
Bibliotheksgebäude